# IC 3409
IC 3409 — галактика типу S?     R () у сузір'ї Волосся Вероніки.
Цей об'єкт міститься в оригінальній редакції індексного каталогу.